# Takahiko Kozuka
Takahiko Kozuka (小塚 崇彦?, Kozuka Takahiko; Nagoya, 27 febbraio 1989) è un ex pattinatore artistico su ghiaccio giapponese.

## Palmarès
GP: Grand Prix; JGP: Junior Grand Prix
| Internazionali                                                                                                | Internazionali | Internazionali | Internazionali | Internazionali | Internazionali | Internazionali | Internazionali | Internazionali | Internazionali | Internazionali | Internazionali | Internazionali | Internazionali | Internazionali | Internazionali | Internazionali | Internazionali | Internazionali |
| Evento | 1998–99        | 1999–00        | 2000–01        | 2001–02        | 2002–03        | 2003–04        | 2004–05        | 2005–06        | 2006–07        | 2007–08        | 2008–09        | 2009–10        | 2010–11        | 2011–12        | 2012–13        | 2013–14        | 2014–15        | 2015–16        |
| --- | -------------- | -------------- | -------------- | -------------- | -------------- | -------------- | -------------- | -------------- | -------------- | -------------- | -------------- | -------------- | -------------- | -------------- | -------------- | -------------- | -------------- | -------------- |
| Giochi olimpici invernali                                                                                     |                |                |                |                |                |                |                |                |                |                |                | 8°             |                |                |                |                |                |                |
| Campionati mondiali                                                                                           |                |                |                |                |                |                |                |                |                | 8°             | 6°             | 10°            | 2°             | 11°            |                | 6°             | 12°            |                |
| Campionati dei Quattro continenti                                                                             |                |                |                |                |                |                |                |                |                | 8°             | 3°             |                | 4°             |                |                | 2°             |                |                |
| GP Finale |                |                |                |                |                |                |                |                |                |                | 2°             |                | 3°             |                | 5°             |                |                |                |
| GP Trophée Eric Bompard                                                                                       |                |                |                |                |                |                |                |                | 6°             |                | 2°             |                | 1°             |                |                |                |                |                |
| GP Cup of China                                                                                               |                |                |                |                |                |                |                |                |                |                |                |                | 1°             |                |                | 3°             |                | R              |
| GP NHK Trophy                                                                                                 |                |                |                |                |                |                |                |                | 3°             |                |                | 7°             |                | 2°             |                |                |                |                |
| GP Rostelecom Cup                                                                                             |                |                |                |                |                |                |                |                |                | 5°             |                | 2°             |                |                | 2°             |                | 6°             | 9°             |
| GP Skate America                                                                                              |                |                |                |                |                |                |                |                |                | 8°             | 1°             |                |                | 3°             | 1°             | 6°             |                |                |
| GP Skate Canada                                                                                               |                |                |                |                |                |                |                |                |                |                |                |                |                |                |                |                | 8°             |                |
| Giochi asiatici invernali                                                                                     |                |                |                |                |                |                |                |                | 4°             |                |                |                |                |                |                |                |                |                |
| Universiadi                                                                                                   |                |                |                |                |                |                |                |                |                |                |                |                |                |                |                |                | 2°             |                |
| Gardena Spring Trophy                                                                                         |                |                |                |                |                |                |                |                |                |                |                |                |                |                | 1°             |                |                |                |
| Internazionali: Junior                                                                                        |                |                |                |                |                |                |                |                |                |                |                |                |                |                |                |                |                |                |
| Campionati mondiali                                                                                           |                |                |                |                |                |                |                | 1°             |                |                |                |                |                |                |                |                |                |                |
| JGP Finale |                |                |                |                |                |                |                | 1°             |                |                |                |                |                |                |                |                |                |                |
| JGP Canada |                |                |                |                | 4°             |                |                | 2°             |                |                |                |                |                |                |                |                |                |                |
| JGP Ungheria                                                                                                  |                |                |                |                |                |                | 7°             |                |                |                |                |                |                |                |                |                |                |                |
| JGP Giappone                                                                                                  |                |                |                |                |                |                |                | 1°             |                |                |                |                |                |                |                |                |                |                |
| JGP Messico                                                                                                   |                |                |                |                |                | 2°             |                |                |                |                |                |                |                |                |                |                |                |                |
| JGP Polonia                                                                                                   |                |                |                |                |                | 9°             |                |                |                |                |                |                |                |                |                |                |                |                |
| Nazionali |                |                |                |                |                |                |                |                |                |                |                |                |                |                |                |                |                |                |
| Campionati giapponesi                                                                                         |                |                |                |                |                |                | 4°             | 4°             | 6°             | 2°             | 2°             | 3°             | 1°             | 2°             | 5°             | 3°             | 3°             | 5°             |
| Campionati giapponesi junior                                                                                  |                | 9°             | 18°            | 8°             | 7°             | 6°             | 4°             | 1°             |                |                |                |                |                |                |                |                |                |                |
| Campionati giapponesi novice                                                                                  | 1° B           | 1° B           | 1° A           | 1° A           |                |                |                |                |                |                |                |                |                |                |                |                |                |                |
| Eventi a squadre                                                                                              |                |                |                |                |                |                |                |                |                |                |                |                |                |                |                |                |                |                |
| World Team Trophy                                                                                             |                |                |                |                |                |                |                |                |                |                | 3° S 8° P      |                |                | 1° S 6° P      |                |                |                |                |
| Japan Open |                |                |                |                |                |                |                |                |                |                |                | 3° S 4° P      | 1° S 4° P      | 3° S 3° P      | 1° S 2° P      | 1° S 2° P      | 3° S 6° P      |                |
| S = Risultato della squadra; P = Risultato personale. Medaglie assegnate solo per il risultato della squadra. |                |                |                |                |                |                |                |                |                |                |                |                |                |                |                |                |                |                |